# Victor Morozov

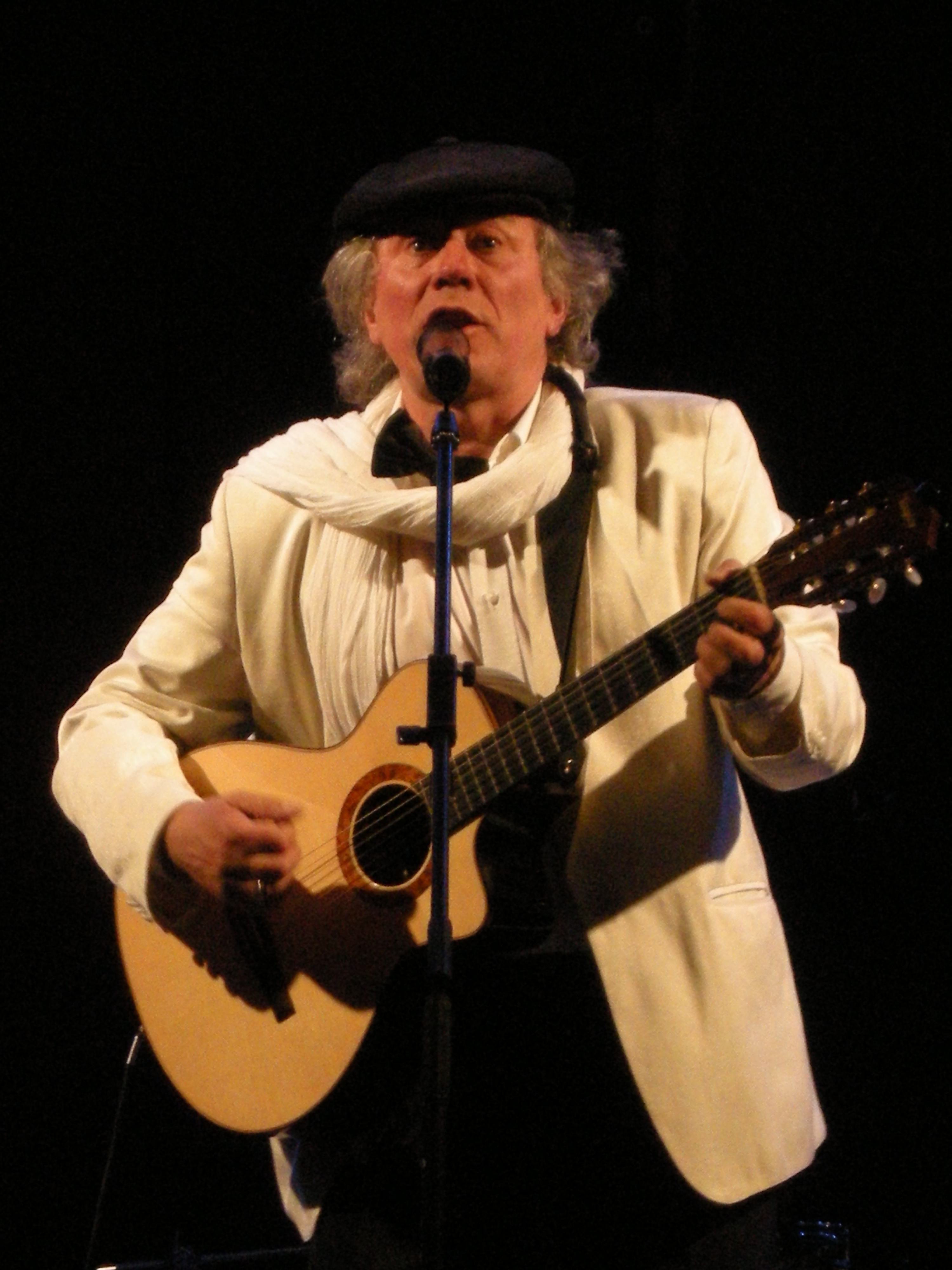
Victor Morozov im Mai 2010

Victor Morozov (ukrainisch Віктор Євгенович Морозов Wiktor Jewhenowytsch Morosow; wiss. Transliteration Viktor Jevhenovyč Morozov; * 15. Juni 1950 in Kremenez, Ukrainische SSR) ist ein ukrainischer Liedermacher, Dichter und Übersetzer, der abwechselnd in Lwiw, Toronto und Washington lebt. Da er hauptsächlich im Ausland lebt, schreibt er seinen Namen nach der englischen Transliteration und ohne Patronym.

## Biographie
Victor Morozov wurde am 15. Juni 1950 in Kremenez als Sohn von Jevhen Morosow und seiner Frau geboren. Nach Beendigung der Mittelschule Nr. 1 in Kremenez und der Musikschule in Drohobytsch studierte er ab 1967 an der Universität Lemberg Fremdsprachen mit dem Schwerpunkt Anglistik, wurde aber aufgrund seiner Teilnahme an einer im Selbstdruck publizierten Anthologie „Truhe“, an der wichtige ukrainische Künstler und Autoren wie Hryhorij Tschubaj, Mykola Rjabtschuk, Oleh Lyscheha, Roman Kis und andere mitwirkten, 1972 nach einem erfolgreichen Auftritt mit der Gruppe „Arnika“ in Moskau der Universität verwiesen. Beenden konnte er sein Studium erst Ende der 1970er Jahre. So widmete er sich hauptsächlich der Musik und gelegentlich seiner Familie. Im März 1988 gründete er gemeinsam mit Andrij Pantschyschyn und Jurij Wynnytschuk das Musik-Theater mit politisch-satirischen Texten „Hab keine Angst!“ (Не журись!). Am 5. November 1989 sang er bei einem Auftritt anlässlich einer Ausstellung die damals noch verbotene ukrainische Nationalhymne „Noch ist die Ukraine nicht gestorben“.
Mit 22 Jahren wurde Morozov bereits Vater. Seine erste Frau, die Künstlerin und Schriftstellerin Kateryna Nemyra, gebar ihm zwei Töchter, die später als Musikerin bekannt gewordene Sängerin und Komponistin Mariana Sadovska und ihre jüngere Schwester Inna. Bei einem Auftritt in Kanada lernte Morozov Ende der 1980er Jahre seine spätere zweite Frau kennen, Motria Onyshchuk, eine Juristin, die, aus einer nach dem Zweiten Weltkrieg aus Polen nach Toronto ausgewanderten Familie stammend, bei der Internationale Finanz-Corporation arbeitete. Mit ihr wurde er später – nun 55-jährig – Vater von Zwillingen. Den beruflichen Wegen seiner zweiten Frau folgend lebte Morozov Anfang des 21. Jahrhunderts erst in Toronto, dann in Kiew, erneut in Toronto und seit 2011 in Washington, widmet sich der Kindererziehung und dem Übersetzen, und besucht regelmäßig mehrfach im Jahr die Ukraine, vor allem zu den beiden großen Buchmessen in Lemberg und Kiew. Hier tritt er zumeist gemeinsam mit Iwan Malkowytsch musizierend und lesend bei dem Buchforum bzw. dem Buch-Arsenal auf.
Zu seinen Hobbys zählt Morozov außer dem Reisen wie eine Reihe seiner Schriftstellerfreunde das Kochen.

## Werk
Das Werk Morozovs steht auf zwei Beinen. Einerseits hat sich Morozow als ukrainischer Liedermacher intensiv der Musik verschrieben. Andererseits hat er sich ab dem Jahre 2000 mit zwei Dutzend Übersetzungen aus dem Portugiesischen und Englischen als wichtiger ukrainischer Übersetzer etabliert.

### Musik
Morozov ist einer der populärsten zeitgenössischen ukrainischen Sänger und Liedermacher. Er versteht sich in der Tradition der Batjaren, einer Art von Originalen, die im einst polnischen Lemberg einst mit eigenem Dialekt und Humor durch ihr Erscheinen und Auftritte die Kneipen bereicherten.
Außer eigenen Texten vertonte Morozov Gedichte von Lina Kostenko, Jurij Andruchowytsch, Oleh Lyscheha, Kost Moskalez, Wiktor Neborak, Iwan Franko und weiteren ukrainischen Poeten.
In seinen Jugendjahren gründete er Rock-Gruppen: Quo vadis (1971), Arnika (1972) und Rowesnyk (Zeitgenosse). Er wirkte mit bei den Gruppen „Vatra“ (1976), „Smeritschka“ (1979), „Cetvertyj kut“ (Vierte Ecke, ab Anfang der 1990er), „Batiar-Band Halytschyna“ (2002) und „Mertvyj piven“ (Toter Hahn, 2003), was ihm die Bekanntschaft und Freundschaft mit vielen wichtigen ukrainischen Musikern und Komponisten vermittelte, sowie Reisemöglichkeiten zunächst in der Sowjetunion, später ab der Unabhängigkeit der Ukraine in der gesamten Welt eröffnete.
In der Zeit des Euromaidan im Dezember 2013 Januar 2014 nahm er gemeinsam mit seinen alten Freunden Andrij Pantschyschyn aus Kiew und Jurij Wynnytschuk aus Lwiw unter dem Titel „ReFFoljucija“, ukr. Реффолюція, eine Reihe satirisch-national-patriotischer Lieder auf.
In einer Reihe von Musikwettbewerben wirkt Morozov auch als Juror mit.

### Übersetzungen
Erste Übersetzungen von englischen Texten der Weltliteratur hat Morozov bereits in den 1980er Jahren für Zeitschriften wie „Vsesvit“ angefertigt. Gute Literatur lernte er durch seine Dichterfreunde in Lwiw kennen. Seine Karriere als Übersetzer hat Victor Morozov mit drei Bestsellern des brasilianischen Autors Paulo Coelho begonnen, der bei Erwachsenen beliebte poetische Romane mit spirtuellem Tiefgang schreibt. Die Verbindung kam zu dem Coelho kam durch dessen Songtexte aus den 1970er Jahren und sein Engagement in der politischen Opposition zustande.
Seinen Sinn für satirischen Humor schärfte Morozov erstmals 2005 mit Erzählungen des norwegisch-kanadischen Autors Roald Dahl, die von ihm übersetzt im Kiewer Verlag A-BA-BA-HA-LA-MA-HA seines Freundes Iwan Malkowytsch erschienen.
Seine wichtigste Übersetzungsleistung besteht aber in den von ihm erarbeiteten ukrainischen Ausgaben der Harry-Potter-Romane der englischen Jugendbuch-Autorin Joanne Rowling. Nachdem er Iwan Malkowytsch zur Herausgabe überredet hatte, realisierte er hierdurch seine Idee, mit erfolgreichen Jugendbüchern die ukrainische Sprache insbesondere unter jüngeren Ukrainern stärker akzeptabel und populär zu machen. Dies gelang ihm umso mehr, als die ukrainischen Ausgaben der Harry-Potter-Romane stets vor den russischen Ausgaben erschienen.
Seine jüngste, 2017 in Lwiw erschienene ukrainische Übersetzung sind berühmte Kurzgeschichten von Ernest Hemingway.
Insgesamt hat Morozov über 40 Bücher übersetzt.

## Werke

### Diskografie
Insgesamt hat Victor Morozov über 20 Schallplatten, Kassetten und CDs aufgenommen. Im Handel sind CDs ab dem Jahr 2000:
- Треба встати і вийти (Man muss aufstehen und herausgehen, 2000),
- Тільку ві Львові (Nur in Lwiw, 2002),
- Афродизіяки (Aphrosdisiaka, 2003),
- Армія Світла (Armee des Lichtes, 2008),
- Серце батяра (Herz des Batjaren, 2010),
- Батярський блюз (Batjaren-Blues, 2013) und schließlich das virtuelle Album
- РеФФолюція (ReFFolution)

### Übersetzte Autoren in chronologischer Reihenfolge
- Paulo Coelho (Der Alchemist, 2000; Veronika beschließt zu sterben, 2001; Der Dämon und Fräulein Prym, 2002)
- Benedict Anderson (Die Erfindung der Nation, 2001)
- Joanne Rowling (Harry Potter und der Stein der Weisen, 2002; Harry Potter und die Kammer des Schreckens, 2002; Harry Potter und der Gefangene von Askaban, 2002; Harry Potter und der Feuerkelch, 2003; Harry Potter und der Orden des Phönix, 2003, Harry Potter und der Halbblutprinz, 2005; Harry Potter und die Heiligtümer des Todes, 2007, Märchen von Beedle dem Barden, 2008, Ein plötzlicher Todesfall, 2013, Phantastische Tierwesen und wo sie zu finden sind, 2014; Quiddytch im Wandel der Zeiten, 2015)
- Roald Dahl (Charlie und die Schokoladenfabrik, 2005; Mathilda, 2006; James und der riesige Pfirsich, 2009; Sophiechen und der Riese, 2013; Hexen, 2016; Das Pferdchen Foxli und andere Erwachsenenmärchen, 2016)
- Viktor Malarek (Nataschas. Internationales Sexbusiness von innen, 2004)
- Jeremy Strong (Eine Rakete auf vier Beinen, 2005; Eine Rakete mit vier Beinen wird gesucht, 2008; Ein Wikinger in meinem Bett, 2010; The hundred-mile-an-hour dog goes for gold!, 2013; My brother’s Christmas bottom, 2015)
- Ian Whybrow (Wölfchen Wolfs schaurig-schöne Schule, 2013)
- Sally Green (Das Dunkle in mir, 2015; Halbwild, 2015; Halbverloren, 2016)
- Aldous Huxley (Schöne Neue Welt, 2016)
- Julia Donaldson (Der Grüffelo, 2016; Wo ist Mami, 2016; Das Grüffelkind, 2016)
- Ernest Hemingway (Fiesta; Wem die Stunde schlägt, 2017)
- Ronda Bern (The secret, 2017)

## Auszeichnungen
- 1. Preis beim Gesangsfestival „Tscherwona ruta“, Czernowitz (1989)
- Galizischer Fürst (2003) für seine bis dahin vorliegenden Harry-Potter-Übersetzungen